# Jankowo (Świątki)
Jankowo (deutsch Ankendorf) ist ein Ort in der polnischen Woiwodschaft Ermland-Masuren. Er gehört zur Landgemeinde Świątki (Heiligenthal) im Powiat Olsztyński (Kreis Allenstein).

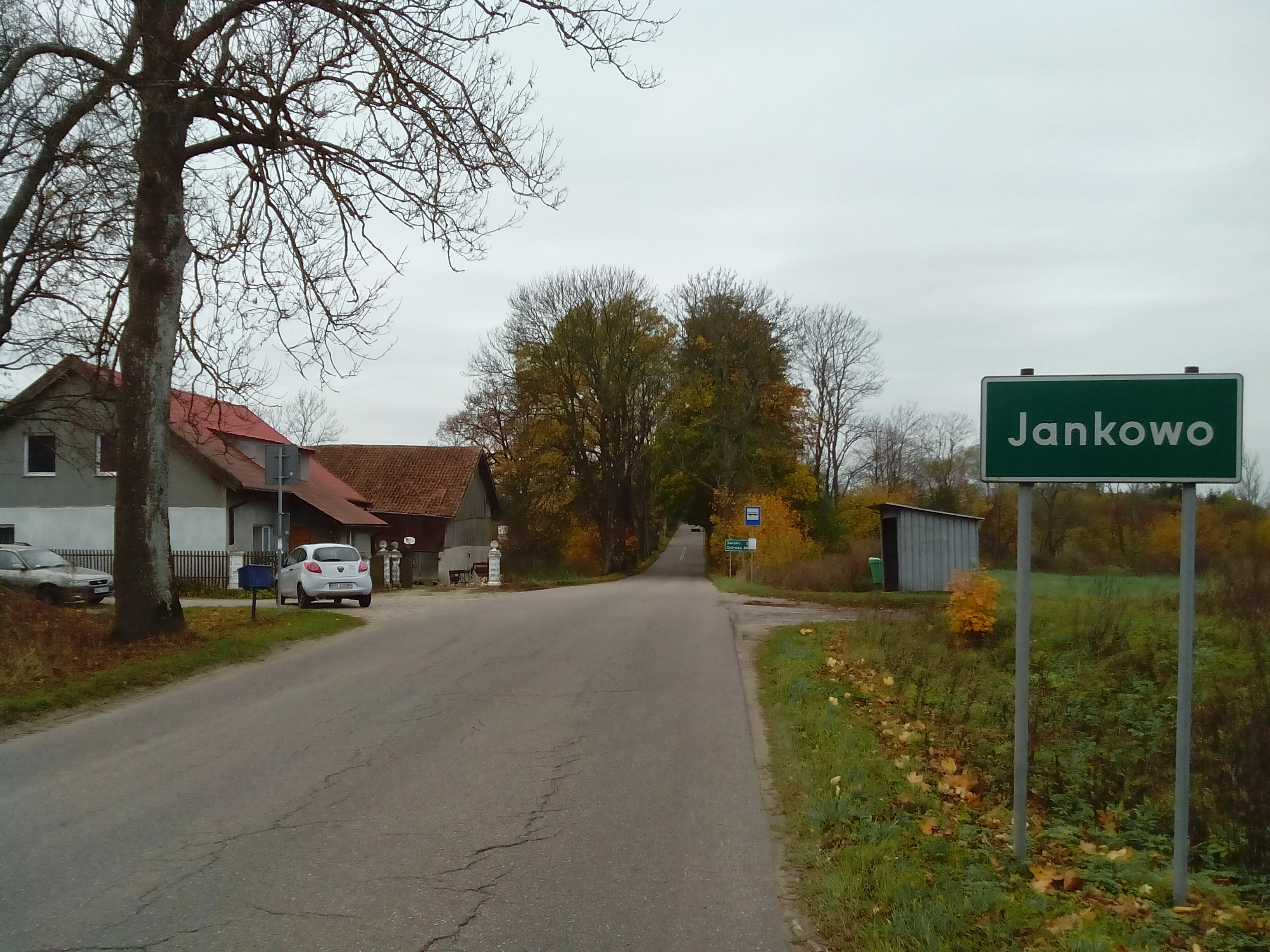
Ortseinfahrt Jankowo

## Geographische Lage
Jankowo liegt in der nordwestlichen Woiwodschaft Ermland-Masuren, 30 Kilometer südwestlich der früheren Kreisstadt Heilsberg (polnisch Lidzbark Warmiński) bzw. 20 Kilometer nordwestlich der heutigen Kreismetropole und Woiwodschaftshauptstadt Olsztyn (deutsch Allenstein).

## Geschichte
Der Ort Ankendorf wurde im Jahre 1874 als Landgemeinde in den neu errichteten Amtsbezirk Queetz (polnisch Kwiecewo) im ostpreußischen Kreis Heilsberg, Regierungsbezirk Königsberg, aufgenommen.
Im Jahre 1910 waren in Ankendorf 205 Einwohner registriert. Ihre Zahl stieg bis 1933 auf 232 und belief sich im Jahre 1939 auf 234.
Als 1945 das gesamte südliche Ostpreußen in Kriegsfolge an Polen fiel, erhielt Ankendorf die polnische Namensform „Jankowo“. Das Dorf gehört heute zur Gmina Świątki (Landgemeinde Heilgenthal) im Powiat Olsztyński (Kreis Allenstein), von 1975 bis 1998 der Woiwodschaft Olsztyn, seither der Woiwodschaft Ermland-Masuren zugehörig. Im Jahre 2021 zählte Jankowo100 Einwohner.

## Religion
Jankowo gehört heute wie bereits Ankendorf vor 1945 zur römisch-katholischen Kirche in Kwiecewo (Queetz) im jetzigen Erzbistum Ermland.
Bis 1945 war Ankendorf auch in die evangelische Kirche Guttstadt (polnisch Dobre Miasto) in der Kirchenprovinz Ostpreußen der Kirche der Altpreußischen Union eingepfarrt, während Jankowo heute der Diözese Masuren der Evangelisch-Augsburgischen Kirche in Polen zugeordnet ist.

## Verkehr
Jankowo liegt an der verkehrsreichen Woiwodschaftsstraße 530, die die Städte Dobre Miasto (Guttstadt) und Ostróda (Osterode in Ostpreußen) miteinander verbindet und über Świątki (Heiligenthal) verläuft. Eine von Różynka (Rosengarth) über Różanka-Leśniczówka kommende Nebenstraße endet in Jankowo.
Eine Bahnanbindung besteht nicht.